# Ludność Zawiercia

## LudnośćZawiercia
- 1939 - 34 000
- 1946 - 21 225 (spis powszechny)
- 1950 - 27 620 (spis powszechny)
- 1955 - 31 055
- 1960 - 33 058 (spis powszechny)
- 1961 - 33 700
- 1962 - 34 200
- 1963 - 34 700
- 1964 - 35 300
- 1965 - 36 889
- 1966 - 37 300
- 1967 - 38 700
- 1968 - 39 100
- 1969 - 39 600
- 1970 - 39 500 (spis powszechny)
- 1971 - 39 859
- 1972 - 40 200
- 1973 - 40 900
- 1974 - 41 900
- 1975 - 51 175 (włączono Porębę)
- 1976 - 51 900
- 1977 - 59 300
- 1978 - 60 800 (spis powszechny)
- 1979 - 61 600
- 1980 - 62 584
- 1981 - 63 725
- 1982 - 55 764 (odłączono Porębę)
- 1983 - 55 657
- 1984 - 55 699
- 1985 - 55 726
- 1986 - 55 817
- 1987 - 56 138
- 1988 - 55 853 (spis powszechny)
- 1989 - 56 212
- 1990 - 56 627
- 1991 - 57 082
- 1992 - 56 521
- 1993 - 56 564
- 1994 - 56 458
- 1995 - 56 021
- 1996 - 55 905
- 1997 - 55 830
- 1998 - 55 582
- 1999 - 54 617
- 2000 - 54 559
- 2001 - 54 132
- 2002 - 53 963 (spis powszechny)
- 2003 - 53 640
- 2004 - 53 359
- 2005 - 53 073
- 2006 - 52 789
- 2007 - 52 435
- 2008 - 52 295
- 2009 - 51 963
- 2010 - 52 223
- 2011 - 51 880 (spis powszechny)
- 2012 - 51 688
- 2013 - 51 258
- 2014 - 50 990
- 2015 - 50 642
- 2016 - 50 274
- 2017 - 49 908
- 2018 - 49 567
- 2019 - 49 204
- 2020 - 47 815
- 2021 - 47 220

## Powierzchnia Zawiercia
- 1995 - 85,24 km²
- 2006 - 85,25 km²